# M-Pesa

M-Pesa는 케냐의 통신사 사파리콤과 남아프리카 공화국의 통신사 보다콤의 휴대 전화를 이용한 비접촉식 결제, 송금, 소액 금융 등을 제공하는 서비스이다.

## 개요
2007년 4월에 케냐의 한 학생이 소프트웨어를 개발하기 시작였으며, 그 후 사파리콤이 휴대 전화를 사용한 새로운 결제 서비스 및 송금 서비스를 시작했다. 사용자는 정규 M-Pesa 중개업체에 계정을 만든 다음 보증금을 내고 휴대폰 SMS를 이용하여 메시지로 송금할 수 있다. 송금을 받은 쪽은 사파리콤 대행 업체에서 돈을 받을 수있다.
2010년에 남아공 보다콤이 모바일 머니 M-Pesa를 시작하였다고 밝혔다. 현재 로컬 금융 그룹인 네드뱅크와 제휴해 사업을 진행하고 있다.

## 같이 보기
- 디지털 통화